# Могучие рейнджеры: Успеть на помощь
Могучие рейнджеры: Успеть на помощь (англ. Power Rangers Lightspeed Rescue, дословно — „Спасение со скоростью света“) — восьмой сезон американского телесериала «Могучие рейнджеры», основанный на двадцать третьем сезоне японского телесериала «Super Sentai». «Спасательный Отряд — Гого Файв». 
Хотя этот сезон является вторым по счёту, когда американцы стали придерживаться традиции японцев использовать одну команду рейнджеров и общий сюжет только в рамках одного сезона, в то же время он является первым сезоном, который полностью соответствует этому критерию и совсем не имеет никакой связи с предыдущими. Также это первый сезон, в котором технологии рейнджеров не имеют никакого магического происхождения, и на данный момент единственный сезон, в котором рейнджеры не маскируют свои личности от общественности.

## Сюжет
Сюжет сезона разворачивается в калифорнийском городе Маринер Бэй, построенном на месте, где когда-то располагался дворец демонической Королевы Банширы. В наши дни изгнанные в Царство Теней демоны возвращаются и ставят своей целью уничтожение города, дабы на его руинах возродить свою уничтоженную империю. Однако, у жителей города имеются надёжные защитники в лице Скоросвет-Рейнджеров. Ими стали пожарный Картер Грейсон, мастер боевых искусств Чад Ли, воздушный ковбой Джоэл Роулингс, любительница экстремальных видов спорта Келси Уинслоу и медсестра Дана Митчелл. Позднее к ним присоединился сын руководителя Аквабазы Уильяма Митчелла и брат Даны Райан. В таком составе Рейнджеры, полностью оснащенные всеми новейшими видами вооружений, разработанных под руководством молодой женщины-учёной Анджелы Фэйрвейзер, успешно противостоят всё новым приспешникам Королевы Банширы.

## Персонажи

### Рейнджеры
- Картер Грейсон — Красный скоросвет-рейнджер, капитан команды. Роль играет Шон Св Джонсон.
- Чад Ли — Синий скоросвет-рейнджер, заместитель Картера Грейсона. Роль играет Майкл Чатурантабут.
- Джоэл Роулингс — Зелёный скоросвет-рейнджер. Роль играет Кит Робинсон.
- Келси Уинслоу — Жёлтый скоросвет-рейнджер. Роль играет Саша Уильямс.
- Дана Митчелл — Розовый скоросвет-рейнджер, дочь капитана Уильяма Митчелла и младшая сестра Райана Митчелла. Роль играет Элисон МакИннис.
- Райан Митчелл — Титановый рейнджер, сын капитана Уильяма Митчелла и старший брат Даны Митчелл. Роль играет Рэтт Фишер.

### Союзники
- Анджела Фэйрвейзер — научно-технический консультант организации «Скоросвет», отвечающая за производство нового снаряжения, оружия и Зордов для Рейнджеров. Роль играет Моника Лоуренс.
- Капитан Уильям «Билл» Митчелл — наставник рейнджеров, комендант Аквабазы «Скоросвета». Отец Даны и Райана. Роль играет Рон Рогге.

### Галактические Рейнджеры
- Лео Корбетт — Красный Галактический Рейнджер.  Роль играет Дэнни Славин.
- Кай Чен — Синий Галактический Рейнджер. Роль играет Арчи Као.
- Деймон Хэндерсон — Зелёный Галактический Рейнджер. Роль играет Регги Ролл.

- Майя — Жёлтый Галактический Рейнджер. Роль играет Серина Винсент.
- Кэндрикс Морган — первый Розовый Галактический Рейнджер.  Роль играет Валери Вернон.

### Антагонисты
- Королева Баншира — предводительница демонов, стремящаяся восстановить свой дворец. Роль озвучивает Дайан Салинджер.
- Диаболико — один из пяти демонов-сторонников Королевы Банширы, освободившихся из подземной темницы. Роль озвучивает Нил Капкан.
- Локи — демон-воин Королевы Банширы. Старый друг Дьяболико. Роль озвучивает Дэвид Лодж.
- Вайпра — демонесса в человеческом облике. Роль играет Дженнифер Йен.
- Олимпиус (Импус) — сын и наследник Королевы Банширы. Роль озвучивают Брианна Сиддолл (Импус) и Майкл Форест (Олимпиус).
- Джинксер — демон-кудесник, очень ценим среди злодеев. Роль озвучивает Ким Штраус.
- Бойцы (Баттлинги) — солдаты группировки демонов.

## Эпизоды
| № общий | № в сезоне | Название                                                       | Режиссёр                     | Автор сценария                             | Дата премьеры    |
| ------- | ---------- | -------------------------------------------------------------- | ---------------------------- | ------------------------------------------ | ---------------- |
| 339     | 1          | «Операция «Скоросвет»» «Operation Lightspeed»                  | Рюта Тадзаки                 | Джудд Линн                                 | 12 февраяля 2000 |
| 340     | 2          | «Работа в команде» «Lightspeed Teamwork»                       | Рюта Тадзаки                 | Джудд Линн                                 | 19 февраяля 2000 |
| 341     | 3          | «Испытание огнём» «Trial By Fire»                              | Рюта Тадзаки                 | Джудд Линн                                 | 26 февраяля 2000 |
| 342     | 4          | «На грани возможного» «Riding the Edge»                        | Коити Сакамото               | Джудд Линн                                 | 4 марта 2000     |
| 343     | 5          | «Вопрос доверия» «A Matter of Trust»                           | Коити Сакамото               | Джудд Линн                                 | 11 марта 2000    |
| 344     | 6          | «Опасный автомобиль» «Wheels of Destruction»                   | Айзек Флорентайн             | Джудд Линн                                 | 18 марта 2000    |
| 345     | 7          | «Киборг-рейнджеры» «Cyborg Rangers»                            | Айзек Флорентайн             | Джудд Линн                                 | 25 марта 2000    |
| 346     | 8          | «Вызов брошен» «Up to the Challenge»                           | Коити Сакамото               | Джеки Маршан                               | 1 апреля 2000    |
| 347     | 9          | «На вулкан» «Go Volcanic»                                      | Коити Сакамото               | Джудд Линн                                 | 8 апреля 2000    |
| 348     | 10         | «Восставшие из пепла» «Rising from Ashes»                      | Коити Сакамото               | Джудд Линн                                 | 15 апреля 2000   |
| 349     | 11         | «Из Царства Теней» «From Deep in the Shadows»                  | Джонатан Тзачер              | Джудд Линн                                 | 22 апреля 2000   |
| 350     | 12         | «Правда открылась» «Truth Discovered»                          | Джонатан Тзачер              | Джудд Линн                                 | 29 апреля 2000   |
| 351     | 13         | «Судьба Райана» «Ryan's Destiny»                               | Рюта Тадзаки                 | Джудд Линн и Джеки Маршан                  | 6 мая 2000       |
| 352     | 14         | «Проклятие кобры» «Curse of the Cobra»                         | Рюта Тадзаки                 | Джудд Линн и Джеки Маршан                  | 13 мая 2000      |
| 353     | 15         | «Сила Солнца» «Strength of the Sun»                            | Рюта Тадзаки                 | Джудд Линн и Джеки Маршан                  | 20 мая 2000      |
| 354     | 16         | «Кобра наносит удар» «The Cobra Strikes»                       | Джудд Линн                   | Джудд Линн и Джеки Маршан                  | 27 мая 2000      |
| 355     | 17         | «Приход Олимпиуса» «Olympius Ascends»                          | Рюта Тадзаки                 | Джудд Линн и Джеки Маршан                  | 19 августа 2000  |
| 356     | 18         | «Лицо из прошлого» «A Face from the Past»                      | Рюта Тадзаки                 | Джудд Линн и Джеки Маршан                  | 26 августа 2000  |
| 357     | 19         | «Возвращение королевы» «The Queen's Return»                    | Рюта Тадзаки                 | Джудд Линн и Джеки Маршан                  | 2 сентября 2000  |
| 358     | 20         | «Операция «Омега»» «The Omega Project»                         | Коити Сакамото               | Джудд Линн и Джеки Маршан                  | 9 сентября 2000  |
| 359     | 21         | «Пятый кристалл» «The Fifth Crystal»                           | Коити Сакамото               | Джудд Линн и Джеки Маршан                  | 16 сентября 2000 |
| 360     | 22         | «Жизненный путь» «The Chosen Path»                             | Уорт Китер                   | Джон Флетчер и Джеки Маршан                | 23 сентября 2000 |
| 361     | 23         | «Всё так же, как вчера» «Yesterday Again»                      | Айзек Флорентайн             | Джудд Линн и Джеки Маршан                  | 30 сентября 2000 |
| 362     | 24         | «Время дорого» «As Time Runs Out»                              | Айзек Флорентайн             | Джудд Линн и Джеки Маршан                  | 7 октября 2000   |
| 363     | 25         | «В зоне замерзания» «In the Freeze Zone»                       | Рюта Тадзаки                 | Джудд Линн и Джеки Маршан                  | 21 октября 2000  |
| 364     | 26         | «Могучие Мегабои» «The Mighty Mega Battles»                    | Рюта Тадзаки                 | Джудд Линн и Джеки Маршан                  | 28 октября 2000  |
| 365     | 27         | «Огромное яйцо» «The Great Egg Caper»                          | Рюта Тадзаки                 | Джудд Линн и Джеки Маршан                  | 3 ноября 2000    |
| 366     | 28         | «Голубой океан» «Ocean Blue»                                   | Джонатан Тзачер              | Джудд Линн и Джеки Маршан                  | 4 ноября 2000    |
| 367     | 29         | «Месть Тракины, часть 1» «Trakeena's Revenge, Part I»          | Рюта Тадзаки                 | Джудд Линн                                 | 6 ноября 2000    |
| 368     | 30         | «Месть Тракины, часть 2» «Trakeena's Revenge, Part II»         | Рюта Тадзаки                 | Джудд Линн                                 | 7 ноября 2000    |
| 369     | 31         | «Последний рейнджер» «The Last Ranger»                         | Уорт Китер                   | Джон Флетчер и Джеки Маршан                | 8 ноября 2000    |
| 370     | 32         | «Хранитель песков» «Sorcerer of the Sands»                     | Уорт Китер                   | Джон Флетчер и Джеки Маршан                | 9 ноября 2000    |
| 371     | 33         | «Освобождение Олимпиуса» «Olympius Unbound»                    | Рюта Тадзаки                 | Джон Флетчер и Джеки Маршан                | 10 ноября 2000   |
| 372     | 34         | «Нептун и его дочь» «Neptune's Daughter»                       | Джонатан Тзачер              | Джон Флетчер и Джеки Маршан                | 11 ноября 2000   |
| 373     | 35         | «Война в паутине» «Web War»                                    | Рюта Тадзаки                 | Джон Флетчер и Джеки Маршан                | 13 ноября 2000   |
| 374     | 36         | «В лучах славы» «In the Limelight»                             | Джудд Линн                   | Джудд Линн и Джеки Маршан                  | 14 ноября 2000   |
| 375     | 37         | «Гнев королевы» «Wrath of the Queen»                           | Джудд Линн                   | Джон Флетчер, Джеки Маршан и Денис Скиннер | 15 ноября 2000   |
| 376     | 38         | «Восстание Супер Демонов» «Rise of the Super Demons»           | Джудд Линн                   | Джудд Линн и Джеки Маршан                  | 16 ноября 2000   |
| 377     | 39         | «Судьба Рейнджеров, часть 1» «The Fate of Lightspeed, Part I»  | Рюта Тадзаки и Макото Ёкояма | Джудд Линн и Джеки Маршан                  | 17 ноября 2000   |
| 378     | 40         | «Судьба Рейнджеров, часть 2» «The Fate of Lightspeed, Part II» | Рюта Тадзаки и Макото Ёкояма | Джудд Линн и Джеки Маршан                  | 18 ноября 2000   |